# Valledoria
Valledoria – miejscowość i gmina we Włoszech, w regionie Sardynia, w prowincji Sassari.
Według danych na rok 2021 gminę zamieszkiwało 4216 osób, 162,44 os./km². Graniczy z Badesi, Castelsardo, Santa Maria Coghinas, Sedini i Viddalba.